# Transfer po BA
Transfer po BA (ang. JTB – Jacoby Transfer Bid) – jedna z najbardziej popularnych brydżowych konwencji licytacyjnych, opracowana przez amerykańskiego eksperta Oswalda Jacoby'ego. W Polsce transfery po BA są potocznie nazywane „teksasami” – w rzeczywistości teksas jest jedną z odmian transferów.
Istotą tej konwencji są odzywki 2♦ i 2♥ po 1BA oraz 3♦ i 3♥ po naturalnej odzywce 2BA; odzywki te są sztuczne i pokazują longera w kolorze bezpośrednio wyższym od zalicytowanego (zgłoszenie kar pokazuje kiery, a kierów - piki).
Istnieje wiele wersji i modyfikacji tej konwencji, część par używa „transferów na cztery kolory” po otwarciu 1BA, na przykład w takiej wersji: 2♠ jest transferem na kolor treflowy, a 3♣, lub (częściej) 2BA jest transferem na kolor karowy. 
Inne konwencje zazwyczaj używane po 1BA to Stayman oraz konwencja 5-4-3-1.